# Erin Cafaro
Pour les articles homonymes, voir Cafaro.
Erin Cafaro est une rameuse américaine née le 9 juin 1983 à Modesto.

## Biographie
Aux Jeux olympiques d'été de 2008 à Pékin, elle remporte la médaille d'or en huit avec Lindsay Shoop, Anna Goodale, Elle Logan, Anna Mickelson-Cummins, Susan Francia, Caroline Lind, Caryn Davies et Mary Whipple. Le titre est conservé aux Jeux olympiques de 2012 à Londres avec ses coéquipières Caryn Davies, Susan Francia, Caroline Lind, Elle Logan, Mary Whipple, Esther Lofgren, Taylor Ritzel et Meghan Musnicki.

## Palmarès

### Jeux olympiques
- Jeux olympiques d'été de 2012 à Londres,  Royaume-Uni
  -  Médaille d'or en huit
- Jeux olympiques d'été de 2008 à Pékin,  Chine
  -  Médaille d'or en huit

### Championnats du monde d'aviron
- 2010 à Karapiro,  Nouvelle-Zélande
  -  Médaille de bronze en deux sans barreur
- 2009 à Poznań,  Pologne
  -  Médaille d'or en deux sans barreur
  -  Médaille d'or en huit
- 2007 à Munich,  Allemagne
  -  Médaille d'or en quatre sans barreur
- 2006 à Eton,  Royaume-Uni
  -  Médaille de bronze en quatre sans barreur